# Лук хамардабанский
Лук хамардабанский (лат. Allium chamarense) — многолетнее травянистое растение, вид рода Лук (Allium) семейства Луковые (Alliaceae).

## Распространение и экология
В природе ареал вида охватывает Бурятию, юг Иркутской области.
Растёт на скалах и каменистых склонах в подгольцовом и гольцовом поясах гор, реже встречается в лесном поясе.
Классическое местонахождение: горы Хамар-Дабан, исток реки Дзун-Байга, притока реки Хара-Мурин, в гольцовом поясе, 1900 м над уровнем моря, на каменистом южном склоне.

## Ботаническое описание
Растение 20—30 см высотой. Луковицы расположены по 1—3 вместе, почти цилиндрические, 0,6—1,2 см в диаметре, 3—8 см высотой, с бурыми сетчатыми оболочками. Стебли гладкие, слегка ребристые. Листья в числе двух (или трех), прикрепляются у основания стебля, на 1—2 см короче его, плоские, линейные, 1,5—2,5 мм шириной, с закруглённой верхушкой, по краю шероховатые. Соцветие — полушаровидный, малоцветковый (10—20, редко 30 цветков), рыхлый зонтик. Чехол остающийся, короче соцветия, бело-розовый, с коротким носиком. Цветоножки в 2 раза длиннее околоцветника. Листочки наружного круга околоцветника 4 мм длиной, беловатые, с розовато-лиловой средней жилкой, листочки внутреннего круга бесцветные, без яркоокрашенной жилки, островатые, на 1 мм длиннее наружных. Бутоны розовато-лиловые, на очень коротких цветоножках. Тычинки в 2 раза длиннее наружных листочков околоцветника, при основании между собой и с околоцветником сросшиеся; тычиночные нити белые. Тычинки внутреннего круга при основании уплощённые, с 2 острыми длинными зубцами; высота расширенного основания (2,5—3 мм) в 1,5—2 раза больше ширины (1,2—1,5 мм). Пестик белый, немного длиннее тычинок, со слабо головчатым желтоватым рыльцем.
Вид близок к Allium splendens Willd., отличается от него малоцветковым рыхлым зонтиком, бледноокрашенным околоцветником, малочисленными (в количестве двух или трёх) и сидящими лишь при основании стебля листьями, длинношиловидными основаниями тычинок внутреннего ряда (высота основания превосходит его ширину). У Allium splendens Willd. листьев 3—4, они одевают стебель на 1/2, или на 1/3 длины; основания внутренних тычинок короткие (высота равна или меньше ширины).

## Таксономия
Вид Лук хамардабанский входит в род Лук (Allium) семейства Луковые (Alliaceae) порядка Спаржецветные (Asparagales).
|  |                                      |  |                                                             |                                                             |                   |  | ещё 24 семейства (согласно Системе APG II) | ещё 24 семейства (согласно Системе APG II) |                        |  |  |  | ещё более 870 видов |
|  |                                      |  |                                                             |                                                             |                   |  | ещё 24 семейства (согласно Системе APG II) | ещё 24 семейства (согласно Системе APG II) |                        |  |  |  | ещё более 870 видов |
|  |                                      |  |                                                             | порядок Спаржецветные                                       |                   |  |                                            |                                            | род Лук                |  |  |  |                     |
|  |                                      |  |                                                             | порядок Спаржецветные                                       |                   |  |                                            |                                            | род Лук                |  |  |  |                     |
|  | отдел Цветковые, или Покрытосеменные |  |                                                             |                                                             | семейство Луковые |  |                                            |                                            | вид Лук хамардабанский |  |  |  |                     |
|  | отдел Цветковые, или Покрытосеменные |  |                                                             |                                                             | семейство Луковые |  |                                            |                                            |                        |  |  |  |                     |
|  |                                      |  | ещё 44 порядка цветковых растений (согласно Системе APG II) | ещё 44 порядка цветковых растений (согласно Системе APG II) |                   |  |                                            | ещё около 300 родов                        | ещё около 300 родов    |  |  |  |                     |
|  |                                      |  |                                                             | ещё 44 порядка цветковых растений (согласно Системе APG II) |                   |  |                                            |                                            | ещё около 300 родов    |  |  |  |                     |